# Línia X95 d'autobusos de l'Àrea Metropolitana de Barcelona
La línia X95 d'AMB és una línia exprès d'autobús de l'Àrea metropolitana de Barcelona, gestionada pel grup Avanza.

## Característiques
Aquesta línia comunica el centre de Barcelona, des de la Ronda Universitat, amb el Parc de la Muntanyeta, a Castelldefels, seguint un recorregut similar al de la línia estàndard L95. La principal diferència és que evita els municipis del Prat de Llobregat i Gavà, i des de l’Hospital de Bellvitge utilitza un bypass a través de les autopistes C-31 i C-32.
La línia fou la primera del servei AMB Express, va entrar en funcionament al 22 de març de 2018.
Al 14 de desembre de 2023, totes les línies exprés de l'AMB van canviar la seva numeració, passant del prefix E- al prefix X-.

### Freqüències
| Dilluns a divendres feiners |           |
| De 6:10 a 21:15             | 15 minuts |
| Dissabtes feiners           |           |
| De 6:15 a 21:15             | 20 minuts |
| Feiners d'agost             |           |
| De 6:15 a 21:15             | 20 minuts |

## Recorregut
| Codi parada TMB/AMB | Nom de la parada                   | Ubicació                                                       | Correspondències                                                                          | Enllaços |
| ------------------- | ---------------------------------- | -------------------------------------------------------------- | ----------------------------------------------------------------------------------------- | -------- |
| 108935              | Rda. Universitat - Plaça Catalunya | Rda. Universitat (Rbla. Catalunya-Balmes)                      | L95                                                                                       |          |
| 3378                | Sepúlveda - Muntaner               | Sepúlveda, 175                                                 | 55 120 D50 H16 L95 N4 N6 N13 N14 N16 N20                                                  |          |
| 3380                | Sepúlveda - Viladomat              | Sepúlveda (Viladomat-Calàbria)                                 | L95 N13 N14 N16 N20                                                                       |          |
| 0776                | Sepúlveda - Av Mistral             | Sepúlveda, 5-7                                                 | 13 91 L95 N13 N14 N16 N20                                                                 |          |
| 0108                | Pl Espanya - FGC                   | Gran Via Corts Catalanes, 361-371                              | 46 65 109 CJ H12 H16 L70 L72 L80 L86 L94 L95 N1 N13 N15 N16 N17 N18 N20 X2 X70 X80 X86    |          |
| 0895                | La Campana                         | Gran Via de les Corts Catalanes, s/n                           | 46 65 109 CJ H12 H16 L70 L72 L80 L86 L94 L95 N1 N13 N15 N16 N17 N18 N20 V5 X2 X70 X80 X86 |          |
| 1789                | Hospital de Bellvitge              | Gran Via de l'Hospitalet                                       | 46 65 L20 L21 L70 L72 L80 L86 L94 L95 N16 N17 N18 N20                                     |          |
| 110487              | Antic Camí Ral de València         | Antic Camí Ral de València (Rda. Can Rabadà-Av. Canal Olímpic) | CF1 L95                                                                                   |          |
| 105699              | Canal Olímpic - Campus PMT         | Av. del Canal Olímpic (Accés Canal Olímpic) dir. Castelldefels | L95                                                                                       |          |
| 110065              | Plaça Barona                       | Pl. Barona (Abans Galileu)                                     | L95                                                                                       |          |
| 106714              | Pl. Colom - Narcís Monturiol       | Av. de la Constitució (Pl. Colom-Narcís Monturiol)             | L95 L99 M5 N16 N19 X97                                                                    |          |
| 106711              | Parc dels Xiprers                  | Rda. Ramón Otero (Major-Església)                              | L95 L96 L97 N14 X97                                                                       |          |
| 106712              | Els Canyars                        | Rda. Ramón Otero (General Castaños-Antonio Machado)            | L95 L96 L97 N14 X97                                                                       |          |
| 107486              | Agustina d'Aragó - Ramón y Cajal   | Agustina d'Aragó (Pl. Amistat-Ramón y Cajal)                   | L95 L96 L97 N14 X97                                                                       |          |
| 100043              | Agustina d'Aragó - García Lorca    | Agustina d'Aragó (Garcia Lorca-Ptge. Pilar)                    | CF2 L95 L96 L97 N14 X97                                                                   |          |
| 105736              | CAP El Castell                     | Dr. Marañon (Pl. Joan XXIII-Dante)                             | L95 L96 L97 N14 X97                                                                       |          |
| 105701              | Biblioteca Fernàndez Jurado        | Bisbe Urquinaona (Passat Albert Einstein)                      | L95 L96 L97 N14 X97                                                                       |          |
| 107136              | Santiago Rusiñol                   | Santiago Rusiñol (Av. Primer de Maig-Pintor Serrasanta)        | L95 L96 L97 N14                                                                           |          |
| 105792              | Dr. Fleming - La Muntanyeta        | Dr. Fleming (Parc Munyanyeta)                                  | CF2 L95                                                                                   |          |
| 110514              | La Muntanyeta                      | Av. Lluís Companys (Doctor Fleming-Doctor Trueta)              | CF2 L95                                                                                   |          |

| Codi parada TMB/AMB | Nom de la parada                    | Ubicació                                                    | Correspondències                                                                       | Enllaços |
| ------------------- | ----------------------------------- | ----------------------------------------------------------- | -------------------------------------------------------------------------------------- | -------- |
| 110514              | La Muntanyeta                       | Av. Lluís Companys (Doctor Fleming-Doctor Trueta)           | CF2 L95                                                                                |          |
| 107004              | Dr. Trueta - La Muntanyeta          | Dr. Trueta (Davant Rbla. Josep Tarradellas)                 | CF2 L95 X97                                                                            |          |
| 105703              | Santiago Rusiñol                    | Santiago Rusiñol (Pintor Serrasanta-Av. Primer de Maig)     | L95 L96 L97 N14 X97                                                                    |          |
| 105704              | Biblioteca Fernàndez Jurado         | Bisbe Urquinaona (Albert Einstein-Tomàs Edison)             | L95 L96 L97 N14 X97                                                                    |          |
| 107128              | CAP El Castell                      | Pl. Joan XXIII (Guillermo Marconi-Juan de la Cierva)        | L95 L96 L97 N14 X97                                                                    |          |
| 107483              | Antonio Machado - Narcís Monturiol  | Antonio Machado (Narcís Monturiol-Mollet)                   | L95 L96 L97 N14 X97                                                                    |          |
| 107484              | Els Canyars                         | Rda. Ramón Otero (Antonio Machado-General Castaños)         | L95 L96 L97 N14 X97                                                                    |          |
| 106972              | Parc dels Xiprers                   | Rda. Ramón Otero (General Palafox-Església)                 | L95 L96 L97 N14 X97                                                                    |          |
| 106973              | Pl. Colom - Narcís Monturiol        | Av. de la Constitució (Narcís Monturiol-Pl. Colom)          | L95 L99 M5 N16 N19 X97                                                                 |          |
| 110063              | Plaça Barona                        | Pl. de la Barona (Pg. del Ferrocarril-Camí Ral de València) | L95 X97                                                                                |          |
| 105700              | Canal Olímpic - Campus PMT          | Av. del Canal Olímpic (Campus PMT)                          | L95                                                                                    |          |
| 110478              | Camp Esportiu Pitort                | Av. Canal Olímpic (Abans Pg. Pitort)                        | L95                                                                                    |          |
| 0917                | Av. Granvia - Hospital de Bellvitge | Gran Via (Poniente)                                         | 46 65 L20 L70 L72 L80 L86 L94 L95 N16 N17 N18 N20                                      |          |
| 0868                | La Campana                          | Gran Via Corts Catalanes, 184                               | 46 65 109 CJ H12 H16 L70 L72 L80 L86 L94 L95 N1 N13 N15 N16 N17 N18 N20 X2 X70 X80 X86 |          |
| 3247                | Gran Via - Pl Espanya               | Espanya, 1                                                  | 13 52 91 A1 A2 H12 H16 L95 N1 N2 N13 N14 N15 N16 N17 N18 N20 N28                       |          |
| 1254                | Gran Via - Entença                  | Gran Via Corts Catalanes, 440                               | 52 H12 L95 N1 N2 N13 N15 N17 N18 N28                                                   |          |
| 109208              | Gran Via - Comte Borrell            | Gran Via C. C. (Comte Borrell-Comte Urgell)                 | A1 A2 L95 N1 N2 N13 N14 N15 N16 N17 N18 N20 N28                                        |          |
| 1075                | Pl Universitat                      | Universitat, 8                                              | 52 54 59 A1 A2 H12 L95 N1 N2 N3 N8 N12 N13 N14 N15 N16 N17 N18 N20 N23 N28 V13 X1      |          |
| 108935              | Rda. Universitat - Plaça Catalunya  | Rda. Universitat (Rbla. Catalunya-Balmes)                   | L95                                                                                    |          |